# Hans Rebele
Hans Rebele (München, 1943. január 26. – München, 2023. január 4.) nyugatnémet válogatott német labdarúgó, csatár.

## Pályafutása

### Klubcsapatban
1961 és 1969 között az 1860 München, 1969–70-ben az MTV München, 1970 és 1972 között ismét az 1860 München labdarúgója volt, ahol egy-egy bajnoki címet és kupagyőzelmet ért el. Tagja volt az 1964–65-ös idényben KEK-döntős csapatnak. 1972 és 1975 között az osztrák SSW Innsbruck játékosa volt. Az innsbrucki csapattal két-két osztrák bajnoki címet és kupagyőzelmet szerzett. 

### A válogatottban
1962-ben és 1969-ben egy-egy alkalommal szerepelt a nyugatnémet válogatottban.

## Sikerei, díjai
1860 München
- Nyugatnémet bajnokság (Bundesliga)
  - bajnok: 1965–66
  - 2.: 1966–67
- Nyugatnémet kupa (DFB-Pokal)
  - győztes: 1964
- Kupagyőztesek Európa-kupája (KEK)
  - döntős: 1964–65

 SSW Innsbruck
- Osztrák bajnokság
  - bajnok (2): 1972–73, 1974–75
- Osztrák kupa
  - győztes (2): 1973, 1975

## Statisztika

### Mérkőzései a nyugatnémet válogatottban
| NSZK | NSZK              | NSZK                     | NSZK  | NSZK     | NSZK     | NSZK       | NSZK  | NSZK    |
| #    | Dátum             | Helyszín                 | Hazai | Eredmény | Vendég   | Kiírás     | Gólok | Esemény |
| ---- | ----------------- | ------------------------ | ----- | -------- | -------- | ---------- | ----- | ------- |
| 1.   | 1965. május 26.   | Bázel, St. Jakob stadion | Svájc | 0 – 1    | NSZK     | barátságos | -     |         |
| 2.   | 1969. március 26. | Frankfurt, Waldstadion   | NSZK  | 1 – 1    | Wales    | barátságos | -     | 46'     |
|      | Összesen          |                          |       | 2        | mérkőzés |            | 0     | gól     |